# Kohler Dome
Der Kohler Dome ist ein 2682 m hoher, abgerundeter und verschneiter Berggipfel im westantarktischen Marie-Byrd-Land. Er ragt beinahe unmerklich am östlichen Ende des Massivs von Mount Moulton in der Flood Range auf.
Der United States Geological Survey kartierte ihn anhand eigener Vermessungen und Luftaufnahmen der United States Navy aus den Jahren von 1959 bis 1966. Das Advisory Committee on Antarctic Names benannte ihn 1974 nach Robert E. Kohler vom United States Coast and Geodetic Survey, Geomagnetiker und Seismologe auf der Amundsen-Scott-Südpolstation im Jahr 1970.